# デロング諸島

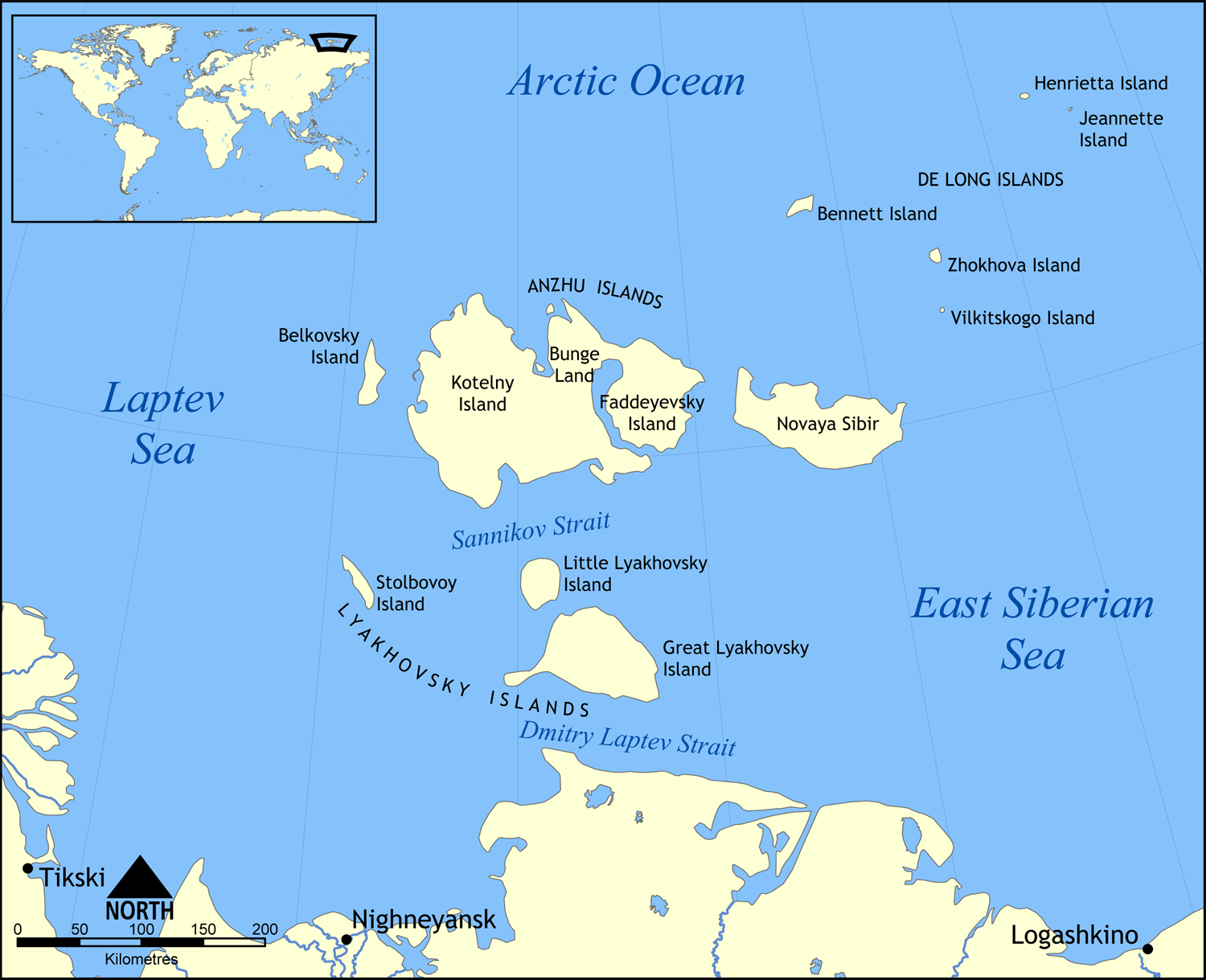
ノヴォシビルスク諸島の地図。デロング諸島は北東部に点在している。

デロング諸島（デロングしょとう、ロシア語: Острова Де-Лонга, Ostrova De-Longa）は、ノヴォシビルスク諸島に含まれる無人の諸島で、ノヴァヤ・シビリ島の北東に浮かんでいる。 
5つの島の面積は合計228 km2である。ジャネット島、ヘンリエッタ島、ベネット島は1881年にアメリカ海軍のジョージ・W・デロングが率いたジャネット探検隊によって発見された。これらの島は北緯77度付近にあり、一部は氷河で覆われ、山がそびえる。ヘンリエッタ島には、1937年から1963年まで研究施設があった。ベネット島はこの諸島で最大の島である。デロングは島をアメリカ領と宣言したが、アメリカ政府はそのような宣言は行っていない。
なお、1882年にロシア地理学協会は、ヘンリエッタ島とベネット島を当時、未知の陸地と知られていたサンニコフ島の一部であると見解を示した。これは19世紀のロシアの探検家ヤコフ・サンニコフらによって発見されたと言われているサンニコフ島の有無を巡る論争に拍車をかけたが、この説は、説得力を持つものとはならなかった。
ヴィリキツキー島とジョホフ島は1913年と1914年にボリス・ヴィリキツキーによって発見された。 この二つの島はやや南の北緯76度付近にあり、氷河はなく標高も低い。
座標: 北緯76度39分 東経153度39分 / 北緯76.650度 東経153.650度